# Les Torretes (Calella)
|  | Aquest article tracta sobre el turó al terme de Calella. Si cerqueu les torres de defensa prop d'aquest cim a Calella, vegeu «les Torretes (edificis a Calella)». |

Les Torretes és una muntanya de 118 metres al municipi de Calella, a la comarca del Maresme. Rep el seu nom de les Torretes, dues torres de defensa i telegrafia òptica que hi ha. Al cim hi ha un vèrtex geodèsic (referència 300115001 de l'ICGC).